# Бела (Муреш)
Бела (рум. Băla) — село у повіті Муреш в Румунії. Адміністративний центр комуни Бела.
Село розташоване на відстані 281 км на північний захід від Бухареста, 19 км на північ від Тиргу-Муреша, 68 км на схід від Клуж-Напоки, 145 км на північний захід від Брашова.

## Населення
За даними перепису населення 2002 року у селі проживали 690 осіб.
Національний склад населення села:
| Національність | Кількість осіб | Відсоток |
| -------------- | -------------- | -------- |
| румуни         | 681            | 98,7%    |
| угорці         | 9              | 1,3%     |

Рідною мовою назвали:
| Мова      | Кількість осіб | Відсоток |
| --------- | -------------- | -------- |
| румунська | 681            | 98,7%    |
| угорська  | 9              | 1,3%     |